# Arcidiecéze bordeauxská
Arcidiecéze Bordeaux (-Bazas) (lat. Archdiocesis Burdigalensis (-Bazensis), franc. Archidiocèse de Bordeaux-Bazas) je francouzská římskokatolická arcidiecéze. Leží na území departementu Gironde, jehož hranice přesně kopíruje. Sídlo biskupství a katedrála Saint-André de Bordeaux se nachází v Bordeaux. Arcidiecéze Bordeaux je metropolitní arcidiecéze církevní provincie Bordeaux.
Od 21. prosince 2001 je arcibiskupem-metropolitou kardinál Jean-Pierre Ricard. V roce 2021 je stolec vakantní. 

## Historie
Arcibiskupství bylo v Bordeaux založeno v průběhu 3. století. Svatý Martial z Limoges spolu se svými dvěma společníky (svatý Alpinius, svatý Austriclinien) evangelizoval Bordeaux a okolí. První historicky doložený arcibiskup z Bordeaux je Oriental datovaný k roku 314, kdy se zúčastnil prvního Arlenského koncilu.
Změna v názvu arcidiecéze se odehrála 20. listopadu 1937, kdy byl dosavadní název změněn na Bordeaux-Bazas, což reflektuje připojení území diecéze Bazas, která zanikla během Velké francouzské revoluce.